# Metopa sinuata
Metopa sinuata är en kräftdjursart som beskrevs av Georg Ossian Sars 1892. Metopa sinuata ingår i släktet Metopa och familjen Stenothoidae. Inga underarter finns listade i Catalogue of Life.